# 马尼勒代塞尔
马尼勒代塞尔（法語：Magny-le-Désert，法語發音：[maɲi lə dezɛʁ] ⓘ）是法国奥恩省的一个市镇，属于阿朗松区。

## 地理
马尼勒代塞尔（48°34'11"N, 0°19'41"W）面积33.34 平方千米，位于法国诺曼底大区奧恩省，该省份为法国西北部内陆省份，北起顺时针与卡爾瓦多斯省、厄尔省、厄尔-卢瓦省、萨尔特省、马耶讷省和芒什省接壤。
与马尼勒代塞尔接壤的市镇（或旧市镇、城区）包括：博万、拉绍、拉莫特富凯、圣帕特里斯-迪代塞尔、马塞堡。

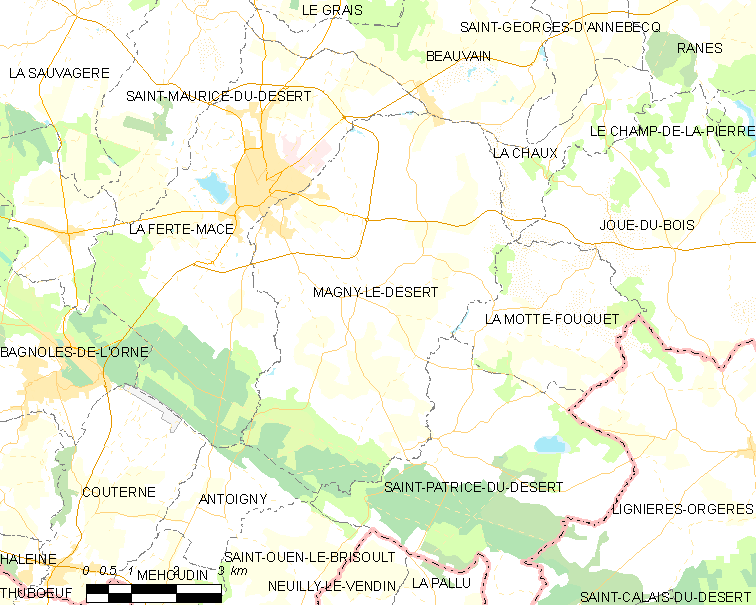
马尼勒代塞尔的OSM定位图

马尼勒代塞尔的时区为UTC+01:00、UTC+02:00（夏令时）。

## 行政
马尼勒代塞尔的邮政编码为61600，INSEE市镇编码为61243。

## 政治
马尼勒代塞尔所属的省级选区为马尼勒代塞尔县。

## 人口

1962-2008年间马尼勒代塞尔人口变化图示

马尼勒代塞尔于2022年1月1日时的人口数量为1386人。